# Дзигэн-рю
Дзигэн-рю (яп. 示現流, дословно «разоблачённая реальность») — древнее японское боевое искусство (корю), основанное в XVI веке Того Тюем (яп. 東郷重位, 1561—1643) в провинции Сацума, современной префектуре Кагосима, на основе школы Тэнсин Сёдэн Катори Синто-рю. В основном фокусируется на методах кэндзюцу.
К школе Дзигэн-рю принадлежал мастер Накамура Хандзиро (он же Кирино Тосиаки), один из четырёх знаменитых хитокири эпохи Бакумацу, учитель Гогэна Ямагути, а также Сокон Мацумура, основатель Сёрин-рю.

## Техника школы
Дзигэн-рю придаёт большое значение первому, быстрому и мощному удару: во втором, согласно её учению, не должно быть необходимости (принцип «Ни но тати ирадзу» — «Второго удара не требуется»). По этой причине воины времён Сёгуната Токугава испытывали страх перед членами клана Сацума, мощной анти-сёгунской коалиции периода Эдо. Кондо Исами, глава синсэнгуми, по слухам, говорил следующее: «Избегайте любыми средствами первого удара мечом воинов клана Сацума».
Основная техника школы — удержание меча вертикально над правым плечом (Тонбо но камаэ — «стойка стрекозы», разновидность Хассо но камаэ), приближение к противнику и нанесение рубящего удара от шеи по диагонали (Кэса-гири) с криком «Эй!» (англ. Ei!). Традиционно подобная техника отрабатывалась на деревянном манекене татэги (яп. 立木 вертикальный продольный шест). Такое упражнение носит имя татики-ути — «удары по стоящему дереву». Как говорят, в эпоху Токугава для развития силы адепты стиля Дзигэн-рю каждый день наносили 3 тысячи ударов длинной деревянной палкой по вертикально стоящему бревну утром и 8 тысяч после обеда.
Несмотря на всю суровость искусства фехтования Дзигэн-рю, духовные учения школы остались нетронутыми на протяжении веков. Так, например, основными принципами школы до сих пор остаются:
- Никогда не груби;
- Будь вежлив;
- Не практикуй публично;
- Гордись, но никогда не хвастайся навыками Дзигэн-рю.

## Современность
В древние времена школа Дзигэн-рю была строго закрыта для посторонних. Никому за пределами додзё не разрешалось даже смотреть на то, как проходят тренировки. К ученикам относились очень избирательно. Даже членам семьи Того женского пола было запрещено посещение тренировочного зала.
На сегодняшний день техники школы Дзигэн-рю преподаются открыто и для всех желающих в додзё префектуры Кагосима. Им обучает текущий, 12-й глава школы — Того Сигэнори (яп. 東郷重徳).